# كراي عبر البايكال
كراي عبر البايكال أو إقليم عبر البايكال أو إقليم ما وراء البايكال أو كراي زا بايكالسكي هي إحدى الكيانات الفدرالية في روسيا. ومركزها الإداري مدينة تشيتا.